# Jud Larson
Jud Larson (ur. 21 stycznia 1923 w Grand Prairie w Missouri, zm. 11 czerwca 1966 w Reading w Pensylwanii) – były amerykański kierowca wyścigowy Formuły 1.

## Kariera
Wystartował w dwóch wyścigach Grand Prix. Pierwszy w Indianapolis 500 30 maja 1958 roku, a ostatni w Indianapolis 500 30 maja 1959 roku. Podczas tych wyścigów nie zdobył ani jednego punktu. W sezonie 1958 jeździł w barwach zespołu John Zink, a sezon 1959 przejeździł w teamie Bignotti-Bowes Racing.